# Rhys Browne
Pour les articles homonymes, voir Browne.
Stephen Rhys Browne, né le 15 novembre 1995 à Romford en Angleterre, est un footballeur international antiguayen. Il évolue au poste d'ailier ou d'attaquant au club de Sutton United.

## Carrière
Après avoir vu son contrat résilié par le Charlton Athletic en juin 2015, Rhys Browne signe au club d'Aldershot Town.
En juin 2016, il s'engage pour deux ans avec le club de Grimsby Town.
Le 27 juillet 2019, il signe un contrat d'une saison avec Port Vale.

## Statistiques
| Saison                | Club                  | Championnat           | Championnat | Championnat | Coupe nationale | Coupe nationale | Coupe de la Ligue | Coupe de la Ligue | Football League Trophy | Football League Trophy | Antigua-et-Barbuda | Antigua-et-Barbuda | Total | Total |
| Saison                | Club                  | Division              | M.          | B.          | M.              | B.              | M.                | B.                | M.                     | B.                     | M.                 | B.                 | M.    | B.    |
| 2015-2016             | Aldershot Town        | National League       | 37          | 6           | 3               | 1               | -                 | -                 | 1                      | 0                      | 4                  | 0                  | 45    | 7     |
| 2016-2017             | Grimsby Town          | League Two            | 2           | 0           | 0               | 0               | 1                 | 0                 | 0                      | 0                      | -                  | -                  | 3     | 0     |
| Total sur la carrière | Total sur la carrière | Total sur la carrière | 39          | 6           | 3               | 1               | 1                 | 0                 | 1                      | 0                      | 4                  | 0                  | 48    | 7     |

## Palmarès
Sutton United
- Champion de la National League en 2021